# استیون سورین
استیون سِوِرین (انگلیسی: Steven Severin؛ زادهٔ ۲۵ سپتامبر ۱۹۵۵) موسیقی‌دان و آهنگساز اهل انگلستان است. او از سال ۱۹۷۶ میلادی تاکنون مشغول فعالیت بوده و بیشتر به عنوان یکی از پایه‌گذاران و بِیسیست گروه موسیقی سوزی اند د بنشیز شناخته می‌شود. او نامش (سوِرین) را از شخصیتی در «ونوس در پوست خز» اثر مازوخ برگرفت که در ترانه‌ای به‌همین نام از گروه ولوت آندرگراوند به‌کار رفته بود.